# Едуард фон Єна (генерал-лейтенант)
Едуард Карл фон Єна (нім. Eduard Karl von Jena; 4 вересня 1826, Путліц — 5 травня 1909, Наумбург) — німецький воєначальник, генерал-лейтенант Прусської армії.

## Біографія
Представник знатного тюринзького роду. Син Карла фон Єна (1796–1886), камергера і власника маєтків Неттельбек, Крумбек та Вайтгендорф загальною площею 1742.70 гектарів, та його дружини Луїзи Амалії Мети, уродженої баронеси фон Екардштайн (1801–1837).
Єна спочатку відвідував кадетську школу в Потсдамі, але був звільнений на прохання батька у липні 1841 року. Потім він закінчив середню школу в Берліні і 11 лютого 1845 року вступив у 2-й гвардійський піхотний полк Прусської армії як гренадер. Там він був вироблений в фенріхи портупеї в середині лютого 1845 року і звільнений в запас у березні наступного року.
1 жовтня 1846 року Єну було відновлено на посаді фузилера в 2-му Тюрінгенському піхотному полку № 32 і підвищено до звання другого лейтенанта до березня 1850 року. У цій ролі Єну було переведено до гвардійського єгерського батальйону 6 червня 1851 року з дорученням від 13 липня 1850 року. Тут він був підвищений до першого лейтенанта в кінці травня 1859 року, а в січні 1860 року йому було дозволено взяти участь у війні проти Марокко на боці Іспанії. Він брав участь у боях при Тетуані, Келелі, Лараші-і-Арчілі та Уад-Басі і був поранений при Самсі. Після повернення з війни Єна приєднався до 2-го гвардійського піхотного полку 14 червня 1860 року і був призначений в Головне командування гвардійського корпусу як заступник ад'ютанта з 16 січня по 16 квітня 1862 року. Потім Єна був підвищений до гауптмана і призначений командиром 12-ї роти. У квітні 1863 року він приєднався до Генерального штабу 6-го армійського корпусу і наступного року, під час війни з Данією, брав участь у штурмі редутів Дюппель у складі штабу принца Фрідріха Карла.
10 грудня 1864 року Єна було переведено до Генерального штабу 13-ї дивізії в Мюнстері. На цій посаді він брав участь у битвах при Лангензальці, Дермбаху, Вербаху, Гохгаузені, Кіссінгені, Лауфаху, Ашаффенбурзі, Герхсгаймі та Таубербішофсгаймі, а також у бомбардуванні Вюрцбурга під командуванням генерал-лейтенанта Гебена. 30 жовтня 1866 року виготовлений в майори. У цій якості він був направлений до Італії та Алжиру наприкінці року для оцінки військової ситуації. 16 квітня 1867 року Єна був переведений до 3-го Бранденбурзького піхотного полку № 20 і призначений командиром фузилерного батальйону в Троєнбрітцені 25 вересня 1867 року.
Під час війни з Францією Єна був призначений командиром Бранденбурзького єгерського батальйону №3 на час мобілізації. У битві при Шпіхерні він був тяжко поранений пострілом у легеню і, після одужання, не був придатний до служби до травня 1871 року. Єна був призначений командиром батальйону після мирного договору і дослужився на цій посаді до звання оберста до вересня 1873 року. 14 лютого 1874 року його було призначено командиром 12-го гренадерського полку «Принц Карл Прусський» (2-й Бранденбурзький) №12. Після підвищення до генерал-майора він був призначений командиром 21-ї піхотної бригади в Бреслау 3 лютого 1880 року. 14 жовтня 1884 року він був переведений до армійського офіцерського корпусу і тимчасово призначений заступником командира 4-ї дивізії. На цій посаді він був підвищений до генерал-лейтенанта 1 квітня 1885 року, а 15 квітня 1886 року був відправлений на пенсію і оселився в Наумбурзі.

## Сім'я
28 листопада 1870 року одружився в Берліні з Емілією Марі Гейн (1846–1914). В пари народились 4 дітей:
- Амелі (1871–1906)
- Едуард (1873–1914) — гауптман гвардійського гренадерського полку №5. Загинув у бою під час Першої світової війни.
- Карл Едуард (1875–1927) — одружився в Вічита-Фоллс з Анною Фріче.
- Марі Гедвіг (1881–1946) — 28 квітня 1902 року вийшла заміж за майора Фріца фон Клефе (1870–1944).

## Нагороди
- Орден Святого Фернандо (Іспанія)
- Орден Червоного орла
  - 4-го класу з мечами
  - 2-го класу із зіркою, дубовим листям і мечами (15 квітня 1886)
- Орден Корони (Пруссія)
  - 3-го класу з мечами
  - 1-го класу з мечами (6 серпня 1895)
- Хрест «За вислугу років» (Пруссія) (25 років)
- Залізний хрест 2-го класу
- Орден Святого Йоанна (Бранденбург), лицар справедливості (24 червня 1874) — був членом ордена з 1865 року.[4]
- Столітня медаль